# 庶子 (官制)
庶子為一種官名，為中國官職之一，古代有「天子庶子之官」，掌诸侯、卿大夫的庶子的教养、训戒等事。
秦朝設有庶子、少庶子、中庶子等，漢朝以後，多為服事太子、皇子或藩王幕府的內部事務，與皇帝的侍中相似。
明、清時的庶子，位正五品，配置於朝廷之輔助部門。品等為正五品，主要為文學侍從。該官職通常設置於詹事府左右春坊，有左庶子與右庶子建制。1912年宣統退位後，該官職廢除。